# درام حقوقی

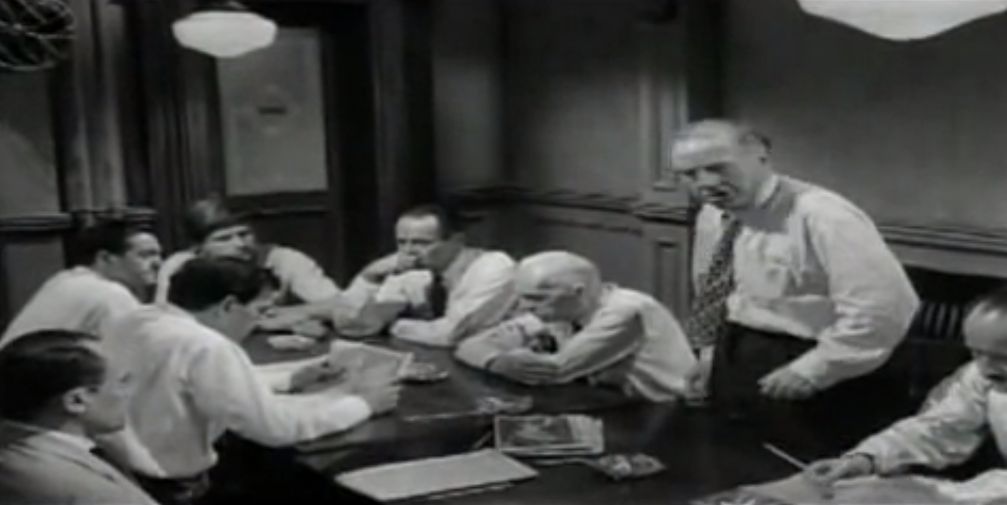
صحنه ای از فیلم، ۱۲ مرد عصبانی که حول هیئت منصفه یک پرونده قتل احاطه شده‌است.

درام حقوقی (به انگلیسی: Legal drama)، یک ژانر فیلم و تلویزیون است که عموماً به داستان‌های مربوط به اعمال قانونی و سیستم قضایی توجه می‌کند.
اصطلاح «درام قانونی» معمولاً برای برنامه‌ها و فیلم های تلویزیونی به کار می‌رود.
درامهای حقوقی به‌طور معمول زندگی وکلا، متهمان، شاکیان یا سایر شخصیت‌های داستانی مرتبط با عمل قانون موجود در نمایش تلویزیونی یا فیلم را دنبال می‌کنند. درام حقوقی با داستانهای پلیسی که به‌طور معمول بر مأمورین پلیس یا کارآگاهان و حل جرایم تمرکز دارد، متفاوت است. تمرکز درامهای حقوقی، بیشتر اوقات، حوادثی است که در یک دادگاه اتفاق می‌افتد و گاهی مراحل مختلف قانونی مانند جلسات هیئت منصفه یا کارهایی را که در موسسات حقوقی انجام می‌شود، شامل می‌شود.
در ایران، فیلم جدایی نادر از سیمین و هیس، دخترها فریاد نمی‌زنند از جمله فیلم‌های درام حقوقی هستند.

## فیلم
درامهای حقوقی در سینمای آمریکا، تاریخچه گسترده‌ای است که از ابتدای فیلم عنوان متهم دروغین در سال ۱۹۰۸ شروع شده‌است. در دهه ۱۹۵۰ و ۱۹۶۰ تعدادی از بهترین فیلم‌های فیلم درام قانونی از جمله، ۱۲ مرد خشمگین (۱۹۵۷)، شاهد برای تعقیب (۱۹۵۷)، من می‌خواهم زنده بمانم (۱۹۵۸)، تشریخ یک قتل (۱۹۵۹)، فیلادلفیایی‌های جوان (۱۹۵۹)، اجبار (۱۹۵۹)، میراث باد (۱۹۶۰)، محاکمه در نورنبرگ (۱۹۶۱) و کشتن یک مرغ مقلد (۱۹۶۲) ساخته شد.
فیلم‌های ۱۲ مرد عصبانی و کشتن یک مرغ مقلد به عنوان سنگ بنای درام‌های اولیه حقوقی، نظرات و جوایز گسترده‌ای را کسب کرد. فیلم کشتن یک مرغ مقلد ، سه جایزه آکادمی از بین هشت نامزد دریافتی در سی و پنجمین دوره جوایز اسکار را دریافت کرد و به عنوان بهترین درام حقوقی انتخاب شد. کشورهای دیگر نیز در اوایل دهه ۱۹۰۰ درام‌های حقوقی یا درام‌های دادگاه را نمایش دادند، فیلم ساکت فرانسوی، "مصائب ژاندارک" یکی از این فیلم‌ها است. (۱۹۲۸).
برخی از فیلم‌های هیجان انگیز حقوقی شامل:
1. تشریح یک قتل
2. بی‌گناه
3. Mounam_Sammadham (به زبان تامیلی)
4. شرکت
5. پرونده پلیکان
6. موکل
7. ترس کهن
8. وکیل‌مدافع شیطان
9. جرایم سنگین
10. هیئت منصفه فراری
11. مایکل کلیتون
12. شکست
13. وکیل لینکلن
14. سکوت (به زبان مالایالمی)
15. Manithan (به زبان تامیلی)
16. سومین قتل (به زبان ژاپنی)
17. Section 375 (به زبان هندی)
18. آب‌های تیره

## تلویزیون
سوتس و نظم و قانون، نمونه‌هایی از مجموعه تلویزیونی درام حقوقی و سریال الی مک بل و بوستون لیگال نمونه‌هایی از کمدی-درام حقوقی محبوب هستند. ساخت مجموعه‌های درام حقوقی به دلیل تقاضای مردم رو به افزایش است.